# Maison du Lieutenant-Juge
La maison du Lieutenant-Juge est une maison située à Romenay, dans la région Bourgogne-Franche-Comté et le département de Saône-et-Loire.

## Historique
Elle fait l’objet d’une inscription au titre des monuments historiques depuis le 11 mars 1933.